# Première Division 2001 (Burkina Faso)
In 2001 werd het 39ste seizoen gespeeld van de Première Division, de hoogste voetbalklasse van Burkina Faso. Etoile Filante werd kampioen.

## Eindstand
| Plaats | Club                           | Wed. | W  | G | V  | Saldo | Ptn. |
| ------ | ------------------------------ | ---- | -- | - | -- | ----- | ---- |
| 1.     | Étoile Filante Ouagadougou (B) | 22   | 16 | 3 | 3  | 41:18 | 51   |
| 2.     | AS Faso-Yennenga               | 22   | 15 | 4 | 3  | 48:15 | 49   |
| 3.     | US des Forces Armées           | 22   | 12 | 5 | 5  | 37:22 | 41   |
| 4.     | AS Fonctionnaires              | 22   | 10 | 6 | 6  | 26:23 | 36   |
| 5.     | Racing Club de Bobo            | 22   | 10 | 5 | 7  | 29:22 | 35   |
| 6.     | Olympic du Nahouri (P)         | 22   | 7  | 8 | 7  | 21:21 | 29   |
| 7.     | US Ouagadougou                 | 22   | 7  | 6 | 9  | 27:32 | 27   |
| 8.     | Rail Club du Kadiogo           | 22   | 7  | 3 | 12 | 32:31 | 24   |
| 9.     | USFRAN Bobo-Dioulasso          | 22   | 6  | 6 | 10 | 16:30 | 24   |
| 10.    | Santos FC                      | 22   | 7  | 3 | 12 | 19:36 | 24   |
| 11.    | ASEC Koudougou                 | 22   | 2  | 9 | 11 | 17:39 | 15   |
| 12.    | Kiko FC (P)                    | 22   | 1  | 6 | 15 | 12:36 | 9    |

|     | Kampioen                             |
|     | Degradatie-eindronde                 |
|     | Degradatie naar de Deuxième Division |
| (B) | Bekerwinnaar                         |
| (P) | Promovendus uit de Deuxième Division |

## Internationale wedstrijden
CAF Champions League 2002
| Team #1    | Uitslag | Team #2                    | 1e wed | 2e wed |
| ---------- | ------- | -------------------------- | ------ | ------ |
| Enyimba FC | 5-3     | Etoile Filante Ouagadougou | 4-0    | 1-3    |

CAF Cup 2002
| Team #1          | Uitslag   | Team #2       | 1e wed | 2e wed |
| ---------------- | --------- | ------------- | ------ | ------ |
| AS Faso-Yennenga | 1 - 1 (u) | ASC Ndiambour | 1-1    | 0-0    |